# Ototylomys
Ototylomys is een geslacht van zoogdieren uit de familie van de Cricetidae. De wetenschappelijke naam van het geslacht werd in 1901 gepubliceerd door Clinton Hart Merriam. 

## Soorten
Er worden 2 soorten in dit geslacht geplaatst:
- Ototylomys chiapensis Porter et al., 2017
- Ototylomys phyllotis C. H. Merriam, 1901